# Fabián Buglione
Fabián Buglione Reyes (Uruguay, c. 1976-desaparecido el 19 de octubre de 2024 en Venezuela) es un ciudadano uruguayo que fue desaparecido en Venezuela en 2024, cuando viajó para visitar el país. A pesar de que el ministro de interior de Venezuela Diosdado Cabello declaró que se encontraba detenido junto con otros extranjeros, actualmente se desconoce sus condiciones o lugar de reclusión.
El viernes 18 de julio, el canciller Mario Lubetkin anunció por la red social X la liberación por parte del régimen de Venezuela del uruguayo Fabián Buglione, preso en ese país desde hace nueve meses, luego de que el 19 de octubre de 2024 fuera detenido sin razón aparente y su paradero rastreado, semanas después, en el Helicoide, y posteriormente recluido en la cárcel Rodeo I. Las negociaciones para liberar a Buglione las encabezó Estados Unidos, dado que el uruguayo tiene un permiso de residencia permanente en ese país, donde reside desde hace 30 años, y su liberación se dio junto a las de otros nueve ciudadanos estadounidenses. Su liberación se logró a cambio de la liberación de venezolanos presos en El Salvador.

## Desaparición y rescate
Fabián emigró con su familia a los Estados Unidos en 2001, durante la crisis económica de Uruguay. En 2024, viajó de Nueva York a Bogotá, Colombia, desde donde tomó un vuelo interno hacia Cúcuta para viajar a Venezuela el 19 de octubre. Buglione planeaba viajar al estado Barinas  para encontrarse con su novia, quien le había extendido una carta de invitación formal. La carta rezaba que Fabián viajaría a Venezuela "con fines turísticos desde el 19 de octubre hasta el 7 de noviembre" y que se quedaría en su casa durante su estadía. Después de cruzar la frontera por el puente internacional Atanasio Girardot, Fabián dejó de responder al teléfono y actualmente se desconoce su paradero. Su familia conoció de manera extraoficial que se encontraba recluido en El Helicoide, en Caracas, pero no habían podido confirmar la información.
El 22 de octubre, tres días después, la cancillería uruguaya envió una comunicación al gobierno venezolano preguntando por información sobre Buglione. La cancillería envió una segunda nota el 12 de noviembre al canciller venezolano, Yván Gil, volviendo a preguntar sobre su paradero y destacando "la preocupación y la angustia" de sus familiares. Para ese mes, 37 días después de su desaparición, Venezuela no había respondido a las notas diplomáticas de Uruguay. En una rueda de prensa el canciller uruguayo, Omar Paganini, declaró que al no contar con información oficial de Fabián y al desconocer su ubicación, para Uruguay formalmente era un desaparecido. Como respuesta a la situación, el 13 de noviembre la cancillería de Uruguay emitió un comunicado recomendando a ciudadanos uruguayos no viajar a Venezuela.
En enero de 2025, la directora de la Institución de Derechos Humanos de Uruguay, Jimena Fernández Bonelli, le pidió que el gobierno continuase haciendo el seguimiento del caso, calificándolo también como una desaparición forzada.La desaparición de Buglione fue uno de los temas discutidos por el presidente uruguayo Luis Lacalle Pou y por el cancillar Omar Paganini durante la reunión con Edmundo González en Montevideo el 4 de enero de 2025.

|           | Secretary Marco Rubio | Twitter |
| @SecRubio |                       |         |

             Thanks to @POTUS’s leadership, ten Americans who were detained in Venezuela are on their way to freedom. 

I want to thank my team at the @StateDept & especially President @nayibbukele for helping secure an agreement for the release of all of our American detainees, plus the release of Venezuelan political prisoners.
         

        18 de julio de 2025

El 6 de enero, más de dos meses después de su desaparición, el ministro de interior de Venezuela, Diosdado Cabello, incluyó a Fabián en una lista de 125 ciudadanos extranjeros detenidos y acusados de ser «mercenarios» y de ser vinculados con «planes terroristas».El mismo día, Omar Paganini volvió a calificar su situación como una desaparición forzada e informó que para ese momento no se había presentado ninguna negociación o intercambio al respecto.Ese mes, 81 días después de su desaparición, el gobierno de Uruguay anunció que enviaría otra carta al gobierno venezolano preguntando por información sobre Buglione. El vicecanciller de Uruguay, Nicolás Albertoni, declaró que Venezuela "Ya no tiene ningún decoro, ni siquiera diplomático, sino humanitario".
El 24 de enero, durante el Consejo Permanente de la Organización de Estados Americanos, el embajador de Uruguay ante la organización, Washington Abdala, volvió a denunciar la desaparición de Fabián Buglione y a pedir su liberación.
Su familia ha interpuesto dos recursos ante las Naciones Unidas por detención arbitraria y por desaparición forzada. Sus familiares han podido visibilizar el caso y obtener recursos para investigar la desaparición a través de campañas de concienciación y recaudación de fondos.
El viernes 18 de julio, el canciller uruguayo Mario Lubetkin anunció por la red social X la liberación por parte del régimen de Venezuela del uruguayo Fabián Buglione, preso en ese país desde hace nueve meses. Su paradero rastreado en el Helicoide, y posteriormente recluido en la cárcel Rodeo I. Las negociaciones para liberar a Buglione las encabezó Estados Unidos, dado que el uruguayo tiene un permiso de residencia permanente en ese país, donde reside desde hace 30 años, y su liberación se dio junto a las de otros nueve ciudadanos estadounidenses. Asimismo, el secretario de Estado estadounidense, Marco Rubio, también agradeció por X al presidente de El Salvador, Nayib Bukele, ya que la liberación de los estadounidenses se logró a cambio de la liberación de venezolanos presos en El Salvador.

## Vida personal
Fabián tiene al menos dos hijos y está separado de su esposa. Su novia, Margelis Piña, había viajado a Nueva York dos veces para visitarlo antes de su desaparición.